# Winston Churchill
Sir Winston Leonard Spencer Churchill (Woodstock, Oxfordshire, Inglaterra; 30 de novembro de 1874 – Londres, 24 de janeiro de 1965) foi um militar, estadista e escritor britânico que serviu como primeiro-ministro do Reino Unido de 1940 a 1945, durante a Segunda Guerra Mundial, e novamente de 1951 a 1955. Além de dois anos entre 1922 e 1924, foi membro do Parlamento (MP) de 1900 a 1964 e representou um total de cinco círculos eleitorais. Ideologicamente liberal econômico e imperialista, foi durante a maior parte de sua carreira um membro do Partido Conservador, que liderou de 1940 a 1955. Também foi membro do Partido Liberal de 1904 a 1924.
De ascendência inglesa e americana mista, Churchill nasceu em Oxfordshire em uma família rica e aristocrática. Juntou-se ao Exército Britânico em 1895 e viu ação na Índia britânica, a Guerra Madista e a Segunda Guerra dos Bôeres, ganhando fama como correspondente de guerra e escrevendo livros sobre suas campanhas. Eleito deputado conservador em 1900, desertou para os liberais em 1904. No governo liberal de Herbert Henry Asquith, Churchill serviu como presidente da Junta de Comércio e Secretário de Assuntos Internos, defendendo a reforma prisional e a previdência social dos trabalhadores. Como Primeiro Lorde do Almirantado durante a Primeira Guerra Mundial supervisionou a Campanha de Galípoli, mas depois que se provou um desastre, foi rebaixado a Chanceler do Ducado de Lancaster. Renunciou em novembro de 1915 e se juntou aos Fuzileiros Escoceses Reais na Frente Ocidental por seis meses. Em 1917 retornou sob o governo de David Lloyd George e serviu sucessivamente como Ministro de Munições, Secretário de Estado da Guerra, Estado do Ar e Estado das Colônias, supervisionando o Tratado Anglo-Irlandês e política externa britânica no Oriente Médio. Depois de dois anos fora do Parlamento, serviu como Chanceler do Tesouro no governo conservador de Stanley Baldwin, retornando a libra esterlina em 1925 ao padrão-ouro em sua paridade pré-guerra, um movimento amplamente visto como criando pressão deflacionária e deprimindo a economia do Reino Unido.
Fora do governo durante seus chamados "anos selvagens" na década de 1930, Churchill assumiu a liderança ao pedir o rearmamento britânico para combater a crescente ameaça do militarismo na Alemanha Nazista. Com a eclosão da Segunda Guerra Mundial, ele foi renomeado Primeiro Lorde do Almirantado. Em maio de 1940, tornou-se primeiro-ministro, substituindo Neville Chamberlain. Churchill formou um governo nacional e supervisionou o envolvimento britânico no esforço de guerra dos Aliados contra as Potências do Eixo, resultando na vitória de 1945. Após a derrota dos conservadores nas eleições gerais de 1945, tornou-se líder da oposição. Em meio ao desenvolvimento da Guerra Fria com a União Soviética, alertou publicamente sobre uma "Cortina de Ferro" da influência soviética na Europa e promoveu a unidade europeia. Entre seus mandatos como primeiro-ministro, ele escreveu vários livros contando sua experiência durante a guerra pela qual foi premiado com o Prêmio Nobel de Literatura em 1953. Perdeu a eleição de 1950, mas voltou ao cargo em 1951. No seu segundo mandato preocupou-se com as relações exteriores, especialmente as relações anglo-americanas e a preservação do Império Britânico. Internamente, seu governo enfatizou a construção de casas e completou o desenvolvimento de uma arma nuclear iniciada por seu antecessor. Com a saúde em declínio, Churchill renunciou ao cargo de primeiro-ministro em 1955, embora permanecesse como deputado até 1964. Após sua morte em 1965, recebeu um funeral de estado.
Amplamente considerado uma das figuras mais significativas do século XX, Churchill continua popular na anglosfera, onde é visto como um líder vitorioso em tempos de guerra que desempenhou um papel importante na defesa da democracia liberal da Europa contra a disseminação do fascismo. Por outro lado, foi criticado por alguns eventos de guerra e também por suas visões imperialistas, comentários racistas e a sua alegada aprovação de violações de direitos humanos, nomeadamente na Índia.

## Início da vida e família

### Infância, adolescência e escolaridade (1874–95)
Winston Churchill nasceu na casa ancestral de sua família, o Palácio de Blenheim em Oxfordshire, em 30 de novembro de 1874, e passou sua adolescência na época do reinado da Rainha Vitória, em que o Reino Unido era uma superpotência. Nascido na rica e aristocrática família do Duque de Marlborough, ramo da família Spencer, adotou o nome Churchill como tradição originada por seu tetravô George Spencer-Churchill, 5.º Duque de Marlborough, que usava o nome em sua vida pública, para salientar a relação com o general John Churchill, 1.° Duque de Marlborough. O seu pai, Lorde Randolph Churchill, foi um político de sucesso, tendo servido o Partido Conservador como parlamentar por anos e como ministro da Fazenda do Reino Unido em 1886. A sua mãe, Jennie Jerome, foi uma socialite norte-americana, filha do financista Leonard Jerome, que detinha uma fortuna multimilionária. O casal se conheceu em agosto de 1873. Ficaram noivos apenas três dias depois, casando-se na embaixada britânica em Paris, em abril de 1874. O casal, mesmo sendo rico, viveu uma vida com excessivas mordomias, gastando além de sua renda. Por isso, estava frequentemente endividado. De acordo com o biógrafo Sebastian Haffner, a família original de Churchill era "rica para padrões normais, mas pobre em comparação àqueles ricos".

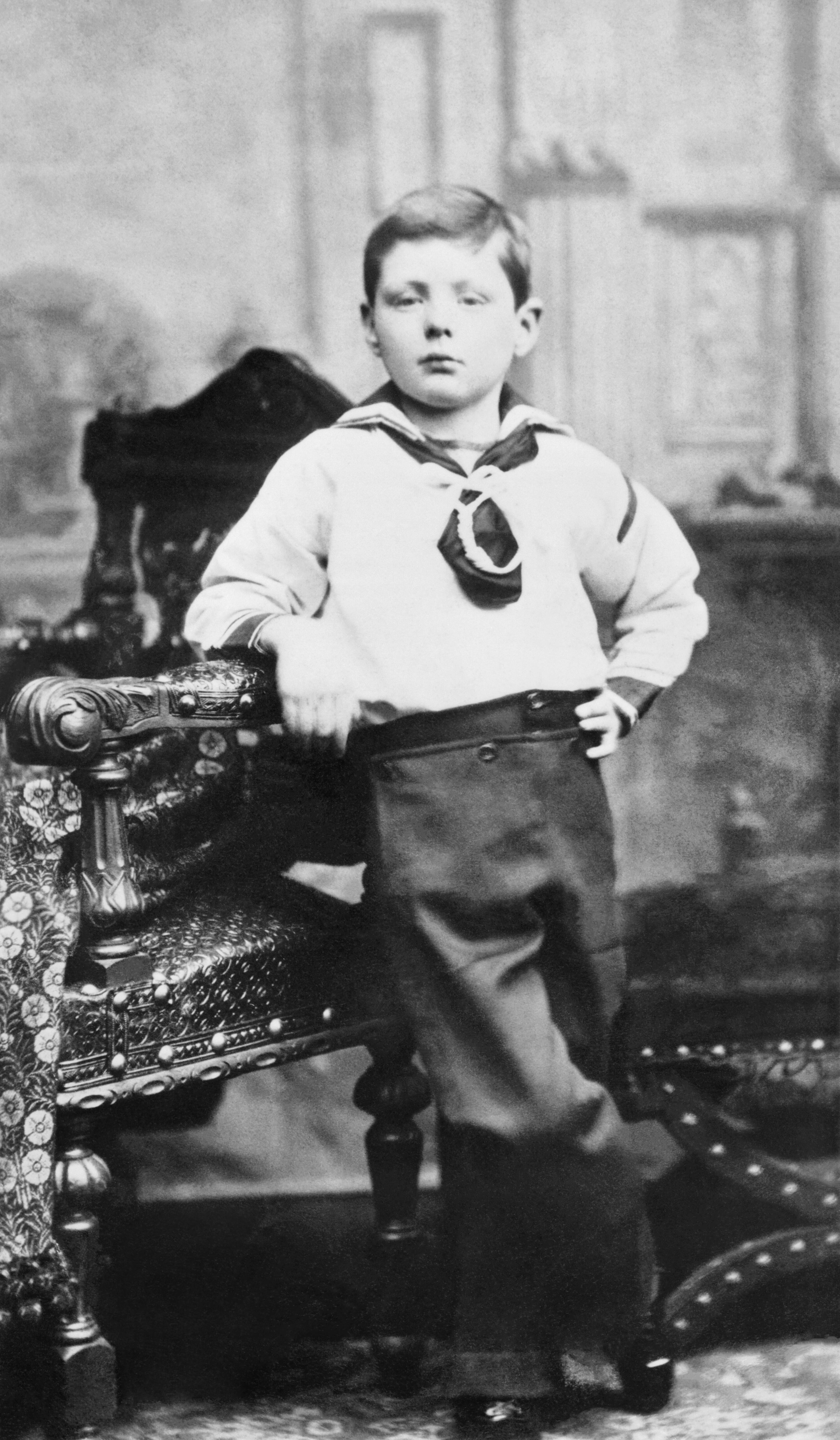
Churchill, aos sete anos, em 1881

Dos 2 aos 6 anos de idade, viveu em Dublim, onde seu avô havia sido indicado como Vice-Rei da Irlanda e empregado seu pai como secretário pessoal. Especula-se que Winston pode ter desenvolvido o seu fascínio por assuntos militares a partir de sua convivência e observação de paradas militares, passando pelo Áras an Uachtaráin (então Pavilhão do Vice-Rei), muito embora o próprio Churchill relacione a fascinação com a sua coleção de mil soldadinhos de chumbo, o seu brinquedo preferido durante a infância. Nessa época, nasceu o seu irmão mais novo, Jack Churchill. Até os dias atuais, há especulações de que Randolph não era o seu pai biológico, devido aos numerosos pretendentes de Jennie. Durante a maior parte da década de 1880, Randolph e Jennie foram efetivamente afastados, anos durante os quais ela teve muitos pretendentes. Churchill não tinha praticamente nenhum relacionamento com o seu pai; referindo-se a sua mãe, Churchill declarou mais tarde "eu a amava muito — mas à distância". O seu relacionamento com o irmão Jack foi caloroso. Em Dublin, os irmãos foram cuidados principalmente por sua babá, Elizabeth Everest. Mais tarde, escreveu que "Tinha sido a minha amiga mais querida e íntima durante os 20 anos em que vivi".
Aos 7 anos, ele foi estudar na St. George's School em Ascot, Berkshire; Churchill definiu a época de colégio como "os anos mais desagradáveis e os únicos estéreis de sua vida". Durante esse período, ele não se destacara em nenhuma matéria, salvo em esgrima e na matéria sobre língua inglesa, na qual venceu alguns campeonatos colegiais. Churchill narra que "todos seus companheiros, até os mais moços, pareciam, sob todos os pontos de vista, superiores nos esportes e nos estudos". Durante esse período, as visitas à sua família, em Westminster (novo local que sua família escolheu morar) só ocorriam em datas específicas e feriados: Durante o período de férias escolares, ele fez sua primeira viagem ao exterior, ao lado de seus pais e irmão, para Gainsten na Áustria-Hungria.
Devido a problemas de saúde, em setembro de 1884, ele se mudou para a Escola Brunswick em Hove; lá seu desempenho acadêmico melhorou muito, mas não a sua conduta. Em abril de 1888, ele foi aprovado por pouco no exame de admissão na Harrow School, nessa escola seu desempenho acadêmico continuou alto (principalmente em história), porém informes de comportamento mostram que seus professores o consideravam "impessoal e descuidado". Durante a sua estadia na escola, ele escreveu cartas e poesias que foram publicadas na revista da escola, "Harrovian", e venceu uma competição de esgrima. O seu pai insistiu para que ele estivesse preparado para uma carreira militar, logo os seus 3 últimos anos na Harrow School estiveram mais focados em atividades físicas, pelo que ele teve um mau desempenho na maioria de suas avaliações.

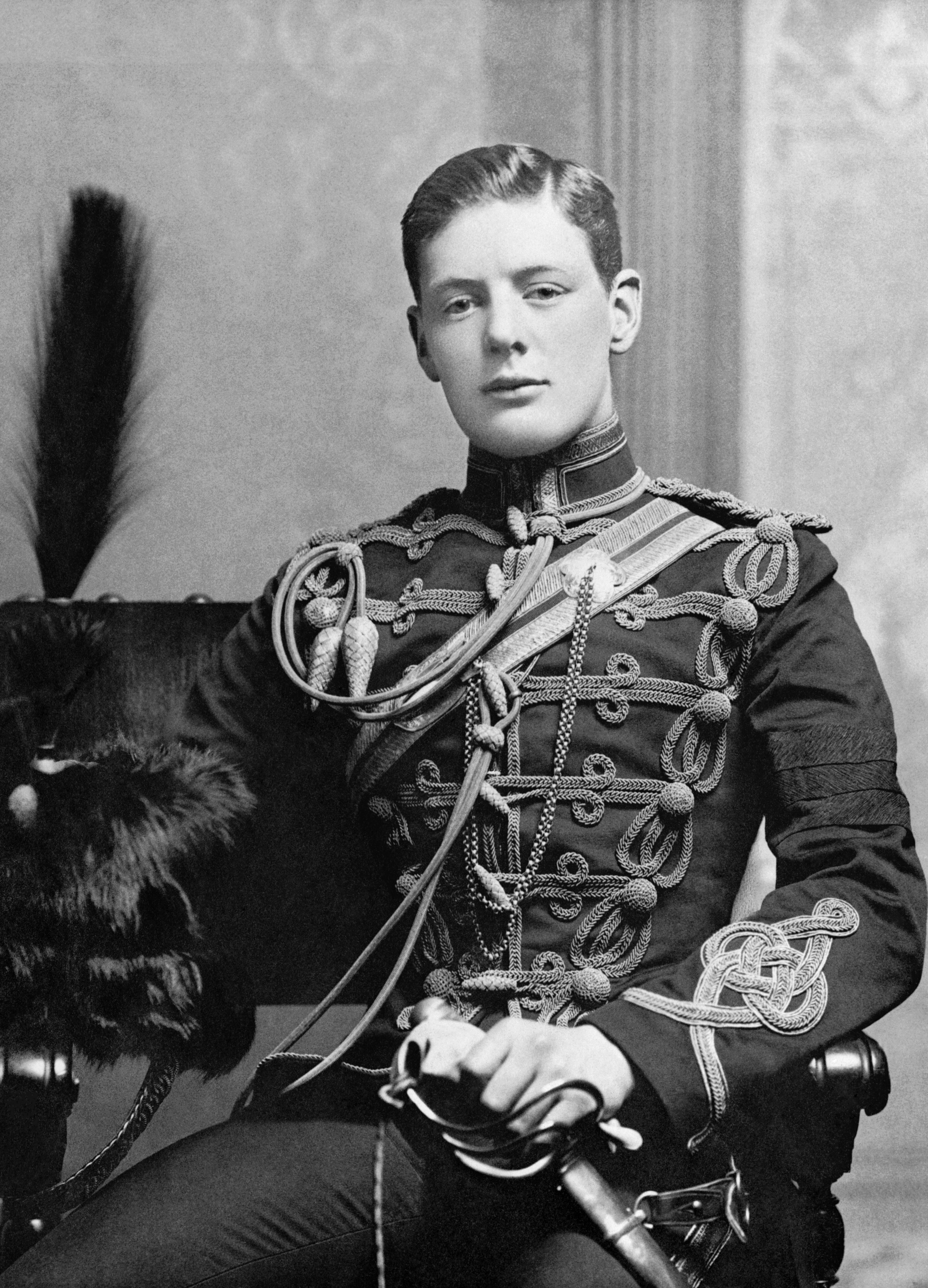
Churchill, aos vinte e um anos, em 1895

Churchill teve ainda enormes dificuldades em aprender latim, durante toda a sua mocidade. Por conta do seu desinteresse e de sua dificuldade com a matéria — então obrigatória nas escolas do Reino Unido, logo ele foi enquadrado entre "os mais atrasados em idiomas da turma de Harrow School" e, por conta disso, só poderia aprender inglês. Todos os outros colegas estudaram latim, grego e outras línguas, mas Churchill esgotou a matéria da língua inglesa, fato que colaborou com o Nobel de Literatura que recebera décadas mais tarde.
Em um feriado que passou no município de Bournemouth, em janeiro de 1893, Churchill caiu e ficou inconsciente por 3 dias. Em março do mesmo ano, ele foi contratado para o seu primeiro emprego, em uma escola em Lexham Gardens, South Kensington.

### Dificuldades de fala
Durante sua infância e vida adulta, ele demostrava dificuldade em pronunciar a letra "S" e a letra "Z". Tal limitação fazia com que suas notas durante a fase escolar fossem constantemente abaixo da média.
Vários autores das décadas de 1920 e 1930 mencionam a dificuldade de fala de Churchill como "grave e agonizante". Os seus discursos eram preparados para evitar hesitações e diminuir o efeito de sua dificuldade. A esse respeito, Churchill afirmou que a sua dificuldade não o atrapalhava.

## Vida adulta

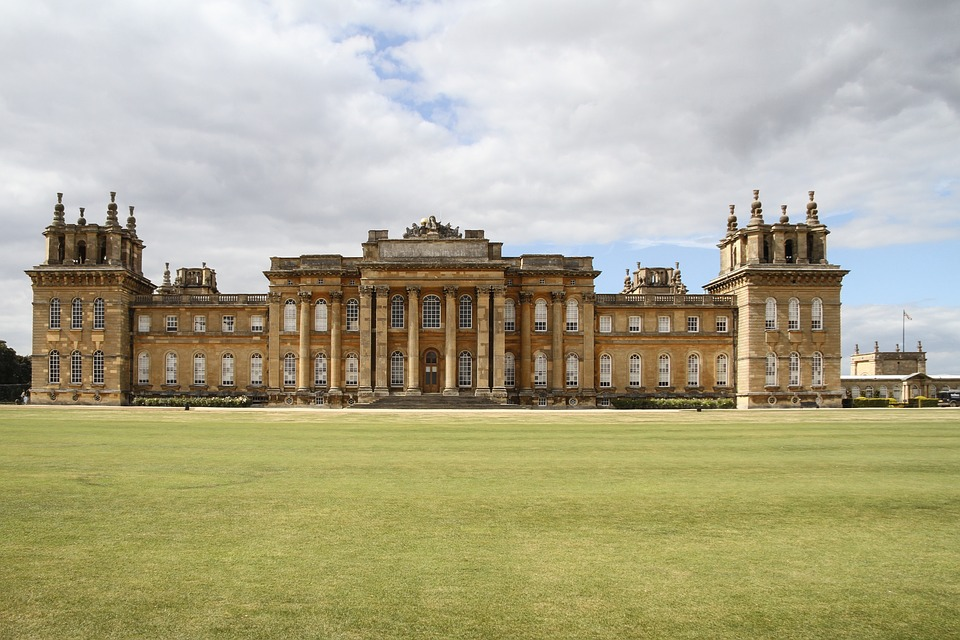
O palácio de Blenheim, em Oxfordshire, Reino Unido, foi o lar de Churchill durante sua infância

### Carreira Militar: 1895-1899
Após duas tentativas frustradas de ingressar na Real Academia Militar de Sandhurst, Churchill tentou uma terceira vez, sendo nessa a que obteve o esperado sucesso. Pouco depois de terminar Sandhurst, o seu pai morreu. Isto o levou a acreditar que os membros de sua família inevitavelmente morriam jovens. Em fevereiro de 1895, Churchill foi chamado para servir como segundo-tenente em um regimento da cavalaria do Exército Britânico, conhecido como Hussardos da Quarta Rainha, localizado em Aldershot. Em outubro deste mesmo ano, foi à ilha de Cuba — à época colônia espanhola — para ser correspondente do Daily Graphic e enviar reportagens sobre a Guerra de Independência Cubana.
A carreira militar de Churchill foi movida por uma grande ambição política. Desde muito cedo interessava-se por debates e tinha ambição de participar destes. Escreveu à mãe em 29 de agosto de 1897, quando estava a caminho da Índia, que sentia "que o fato de ter feito serviço militar com tropas britânicas quando era jovem me dará mais peso político. Deve aumentar as minhas pretensões de ser ouvido e pode talvez melhorar minhas perspectivas de obter popularidade no país".
Participou na Guerras dos Bôeres como jornalista, onde foi capturado e na noite de 12 de dezembro de 1899 conseguiu fugir, alcançando a África Oriental Portuguesa e finalmente Durban (controlada pelos ingleses) em 23 de dezembro desse ano.
Durante a Primeira Guerra Mundial, foi Primeiro Lord do Almirantado e, portanto, o principal responsável do desastre da campanha de Galípoli.

### Carreira literária
A carreira literária de Churchill começou cedo. Em 1897, ele havia começado a escrever um romance político utópico que se passava numa República fictícia, onde expôs todas as suas visões e opiniões políticas. Abandonou quando foi para a Índia. Suas primeiras obras publicadas foram os relatos da campanha: "A História do Campo de Malakand Force" (1898) e "A Guerra do Rio" (1899), respectivamente uma da campanha no Paquistão e outra na Batalha de Ondurmã.
Em 1900, ele publicou o seu único romance, Savrola e, 6 anos depois, a sua primeira grande obra, a biografia de seu pai, Lorde Randolph Churchill.

### Vida política

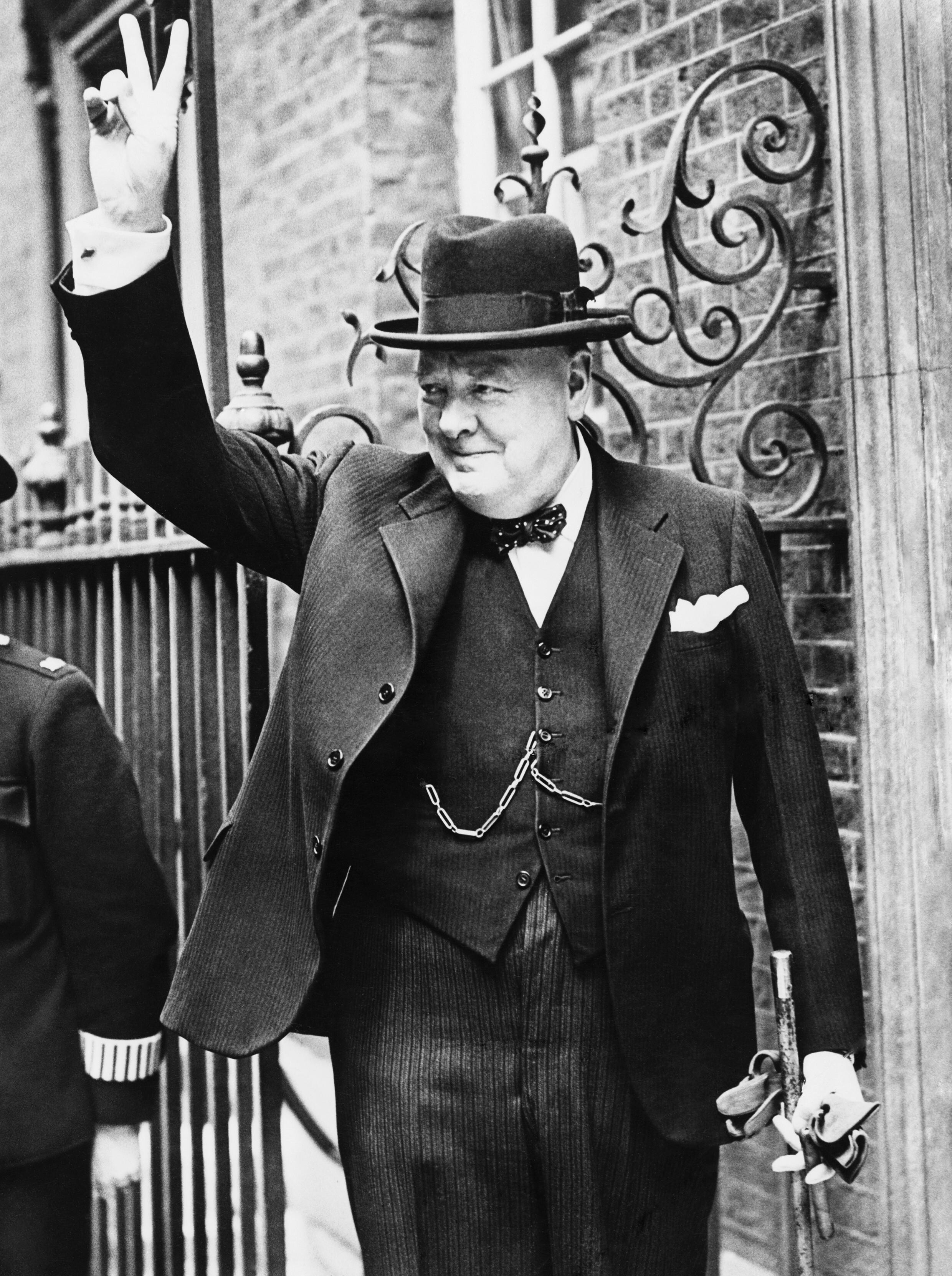
Winston Churchill, em "10 Downing Street", exibindo o "V" de vitória

Também em 1900, tornou-se um membro do Parlamento, eleito aos 26 anos pelo Partido Conservador. Tendo passado para os liberais, foi subsecretário das colônias em 1905 e membro pleno do Gabinete como ministro do Comércio, três anos mais tarde. Primeiro Lorde do Almirantado na Primeira Guerra Mundial, teve de renunciar depois da desastrada expedição dos Dardanelos. Depois de servir na frente de combate na França, retornou ao governo como ministro do Material Bélico, voltando ao Partido Conservador em seguida e se tornando ministro das Finanças, após a guerra.
Churchill, como Secretário do Interior, em 1910, enviou batalhões de policiais de Londres e ordenou que atacassem os mineiros grevistas em Tonypandy, no sul do País de Gales; um deles foi morto e quase 600 grevistas e policiais ficaram feridos. Mais tarde, ele assumiu o comando operacional da polícia durante um cerco de anarquistas letões armados em Stepney, onde decidiu permitir que eles fossem queimados até a morte em uma casa onde estavam presos.
No período entre guerras, dedicou-se fundamentalmente à redação de diversos tratados. Notabilizou-se neste período, na Câmara dos Comuns, por uma violenta crítica ao nazismo alemão, rogando diversas vezes ao governo britânico que fossem investidos recursos na militarização, prevendo um possível ataque alemão num futuro próximo e temendo que o Reino Unido não estivesse preparado para resistir. Na ocasião, Churchill foi acusado de belicista, mas muitos estudiosos entendem que o acerto desta previsão foi uma das principais razões que levaram Churchill a ser reconduzido ao posto de Primeiro Lord do Almirantado (setembro de 1939) e depois a ser nomeado primeiro-ministro, nove meses após a invasão da Polônia por Adolf Hitler em setembro de 1939 e consequente declaração de guerra à Alemanha pelo Reino Unido, em função do tratado de defesa mútua assinado com a Polônia.
Em 10 de maio de 1940, Churchill chegou ao cargo de primeiro-ministro britânico, contando 65 anos de idade. Os seus discursos memoráveis, conclamando o povo britânico à resistência e a sua crescente aproximação com o então presidente americano Franklin D. Roosevelt, visando a que os Estados Unidos ingressassem definitivamente na guerra, foram essenciais para o êxito dos aliados.

Never was so much owed by so many to so few (Nunca tantos deveram tanto a tão poucos).

Winston Churchill, 20 de agosto de 1940, 
em agradecimento aos integrantes da RAF 
pela vitória na Batalha da Grã-Bretanha.

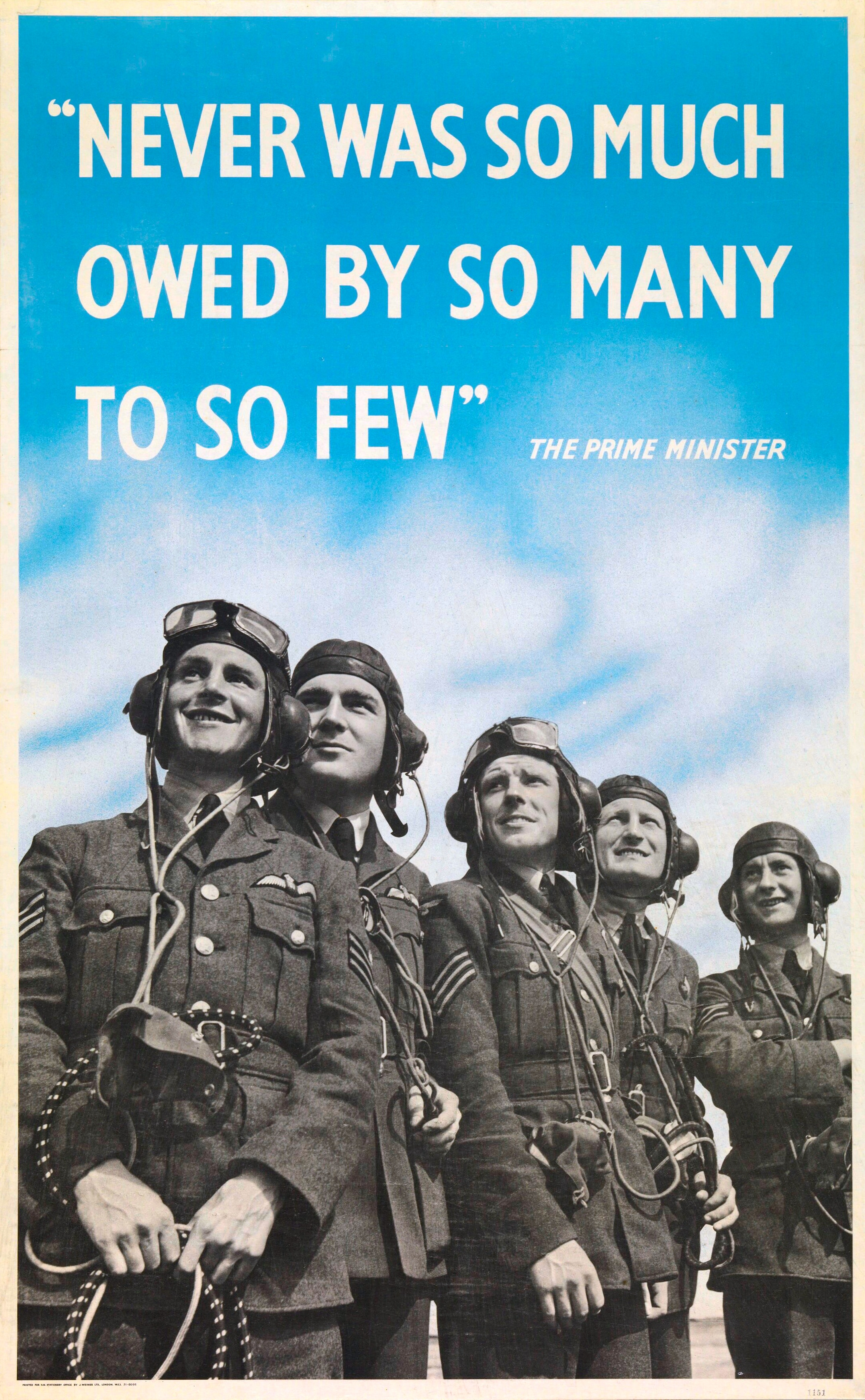
Never was so much owed by so many to so few ("Nunca tantos deveram tanto a tão poucos"): célebre frase de Churchill, num cartaz de propaganda.

O exemplo de Churchill e sua incendiária oratória permitiram-lhe manter a coesão do povo britânico nas horas de prova suprema, que significaram os bombardeios sistemáticos da Alemanha sobre Londres e outras cidades do Reino Unido. Devido a estes bombardeios, em 20 de julho de 1944, mesmo dia em que Hitler sofreria um grave atentado contra sua vida, Churchill consideraria a possibilidade de utilizar gás venenoso em civis alemães, contrariando as regras internacionais da guerra moderna, sendo fortemente desencorajado pelos generais britânicos, abandonando a ideia ao final. Nessa época, ele comandava o país de um prédio de escritórios simples, que não fora projetado para seu conforto, passando as manhãs deitado na cama, tomando banho em um cômodo separado de seu quarto, de forma tal que às vezes oficiais britânicos encontravam-no andando pelo prédio seminu e molhado. A má alimentação de Churchill, que passava o dia fumando charutos e bebendo um coquetel de uísques, apavorava seu médico.
Apesar da vitória na Segunda Guerra Mundial, em 1945 os conservadores de Churchill perderam as eleições para os trabalhistas, liderados por Clement Attlee, que se tornou primeiro-ministro. Em 1951, em razão de vitória por ampla maioria dos conservadores nas eleições daquele ano, Churchill voltou ao cargo de primeiro-ministro; tinha então 76 anos de idade.
Recebeu o Nobel de Literatura de 1953, por suas memórias de guerra (cinco volumes, também disponível nas livrarias em versão condensada, em volume único) e seu trabalho literário e jornalístico, anterior aos tempos de primeiro-ministro. Na ocasião, ele foi saudado como o maior dos britânicos vivos. Foi o primeiro a cunhar o termo "cortina de ferro" para ilustrar a separação entre a Europa comunista e a ocidental.
A 1 de março de 1955, Churchill proferiu o seu último discurso na Câmara dos Comuns como chefe de governo, intitulado "Jamais desesperar", anunciando a sua renúncia ao mandato de primeiro-ministro, não sem antes alertar o mundo, mais uma vez, para o risco de guerra nuclear. Depois, continuou na Câmara dos Comuns até pouco tempo antes de morrer. Nos últimos anos de vida parlamentar, teve atuação discreta, proferindo discursos apenas ocasionalmente.
No Quênia (Revolta dos Mau-Mau), Churchill dirigiu as políticas envolvendo a realocação forçada de pessoas locais das terras altas férteis para dar lugar a colonos brancos e ao encarceramento de mais de 150 000 homens, mulheres e crianças em campos de concentração. As autoridades britânicas usaram estupro, castração, cigarros acesos em pontos sensíveis e choques elétricos para torturar quenianos.
Em 21 de junho de 1955, foi inaugurada pela prefeitura de Londres a estátua de Churchill com a presença dele próprio. Em 1963, aos 89 anos, foi homenageado com o título de cidadão honorário dos Estados Unidos pelo então presidente John Kennedy. Não podendo receber a homenagem em Washington em razão de estado de saúde precário, foi representado pelo seu filho Randolph.
Morreu em Hyde Park Gate em Londres, a 24 de janeiro de 1965, vítima de um último e derradeiro derrame. Está sepultado na St Martin's Church, Bladon, Oxfordshire na Inglaterra.

## Ideais

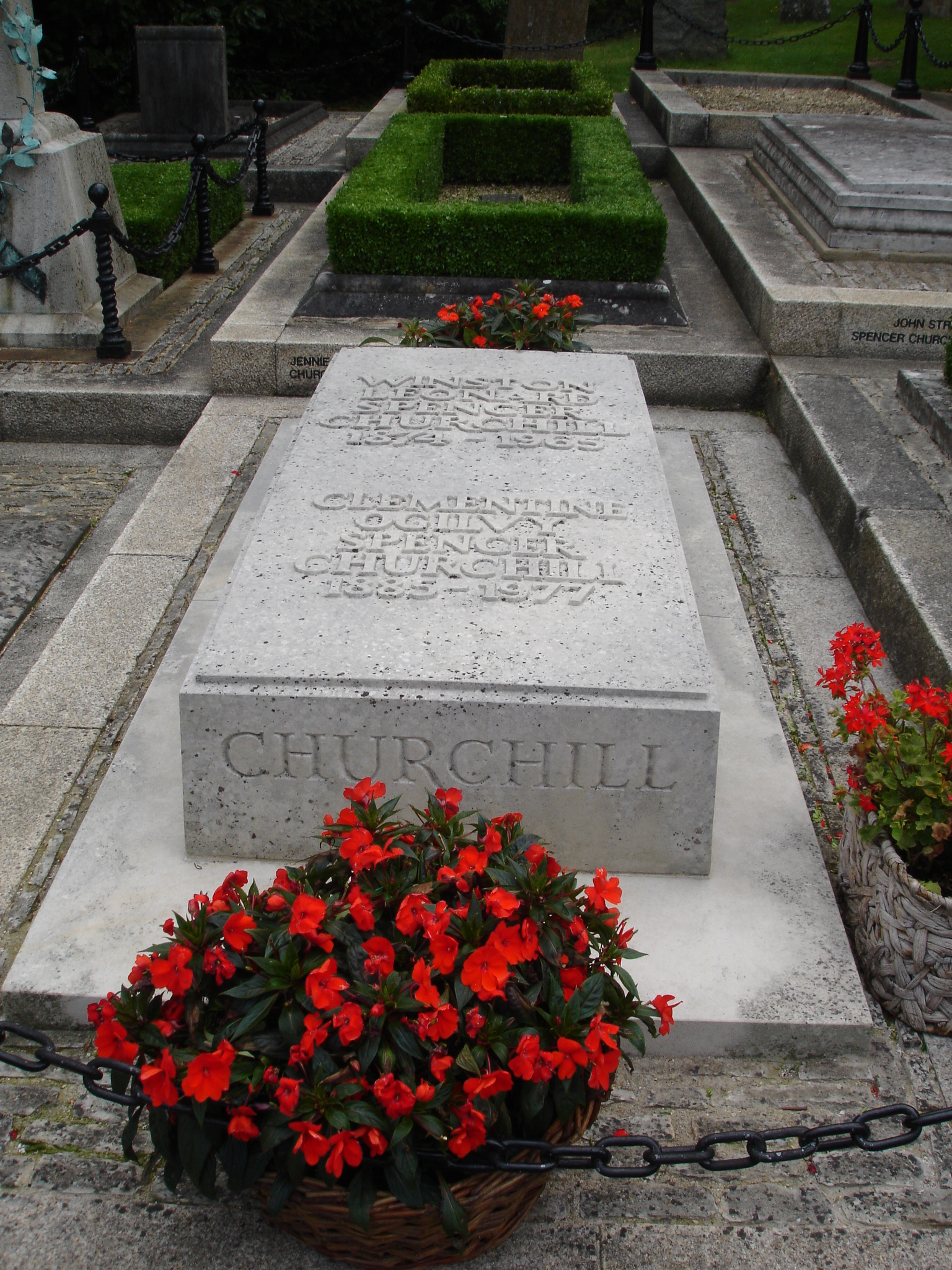
Sepultura, St Martin's Church, Bladon

Apesar da carreira política de Churchill ter sido marcada por posições de destaque no seio do governo britânico em ambas as grandes guerras do século XX, pela análise aos seus discursos verifica-se sempre uma busca pela paz, tendo chamado a Segunda Guerra Mundial de "a guerra desnecessária", defendendo a ideia de que os países europeus deveriam ter impedido a Alemanha de recompor suas forças armadas antes da guerra, visando evitá-la. Churchill acreditava que a entrada dos Estados Unidos na guerra era essencial para a derrota do nazismo, criando grandes laços com os Estados Unidos e com o presidente Franklin Roosevelt. Fez com este diversos contatos, entre eles a concepção da Carta do Atlântico em 1941. Apesar de ser incondicionalmente antinazista, segundo Paul Gray, jornalista da TIMES, em seu artigo em 11 de maio de 1999, ele cita e acusa Churchill como defensor da higiene racial.
Churchill foi influenciado e um grande apreciador de Edward Gibbon, autor de A História do Declínio e Queda do Império Romano.
Churchill era também um apaixonado pela pintura, tendo escrito um livro sobre pintura e dito que, "Quando eu chegar ao céu, pretendo passar uma parte considerável do meu primeiro milhão de anos pintando...". Em 2007, o jornalista Stephen McGinty lançou o livro "Churchill's Cigar", um caso de amor e paz e na guerra, no qual relata uma história encantadora sobre um caso de amor que se consumia diariamente na fumaça. Churchill era um apaixonado por charutos, de preferência cubanos, os quais consumia diariamente.

## Produção literária

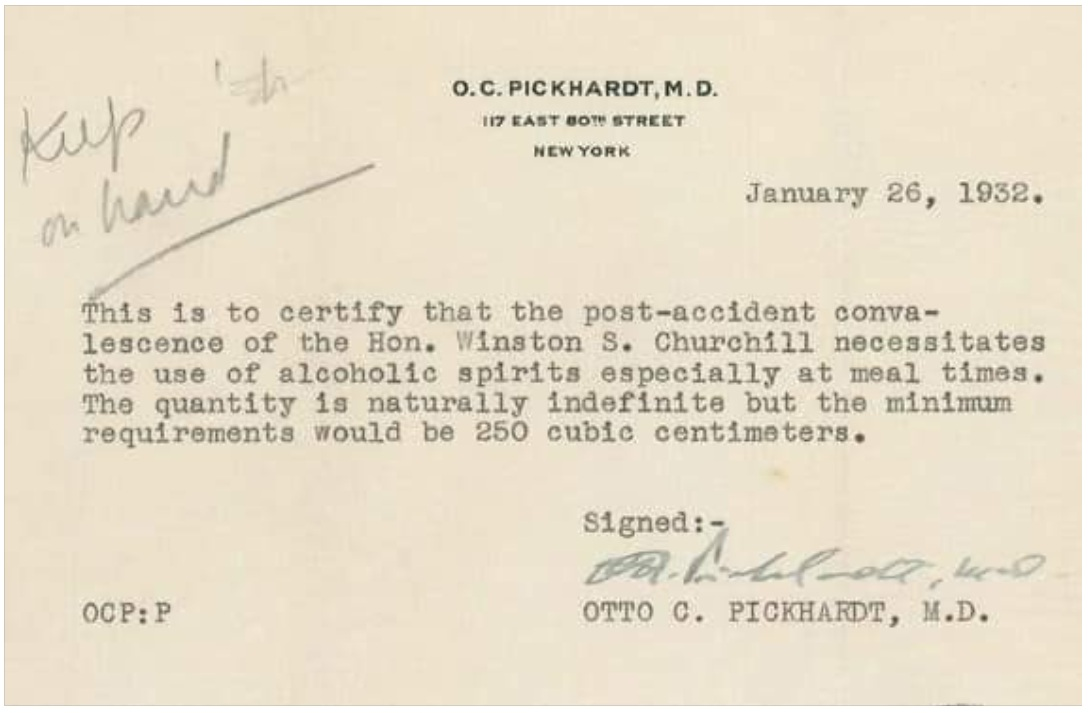
Winston Churchill recebeu em 1932 a aprovação de um médico para beber álcool "ilimitado" nos Estados Unidos, durante a era da Lei Seca.

Churchill foi um escritor prolífico, tendo publicado sob o nome literário de Winston S. Churchill; recebeu o Prêmio Nobel da Literatura em 1953 pelos seus inúmeros trabalhos publicados, especialmente a sua obra de seis volumes The Second World War (A Segunda Guerra Mundial). Na cerimônia de entrega, o Nobel foi justificado "pelo seu domínio da descrição histórica e biográfica, bem como pela brilhante oratória na defesa exaltada dos valores humanos".
A primeira obra de Churchill como escritor foi para uma série de cinco artigos sobre a Guerra de Independência Cubana no The Graphic, em 1895, o ano da morte do seu pai Lorde Randolph. Durante o resto de sua vida, a escrita foi a sua principal fonte de renda. Quase sempre bem pago como autor, ele escreveu um número estimado entre oito e dez milhões de palavras em mais de 40 livros, milhares de artigos de jornais e revistas e, pelo menos, dois roteiros de cinema.
É objeto de confusão com o romancista norte-americano homônimo e seu contemporâneo: o escritor americano ainda é ocasionalmente confundido com o Churchill britânico. Os romances do Churchill "americano" são muitas vezes erradamente atribuídos ao Churchill "britânico" ou, pelo menos, listado com obras deste último, especialmente por livreiros. O britânico Churchill escreveu apenas um romance, Savrola, sendo mais conhecido por suas histórias populares.
Churchill, após tomar conhecimento dos livros do Churchill americano, então, muito mais conhecidos do que os dele, escreveu-lhe sugerindo que ele iria assinar suas próprias obras "Winston S. Churchill", usando o seu nome do meio, "Spencer", para diferenciá-los. Essa sugestão foi aceita em uma carta de resposta.

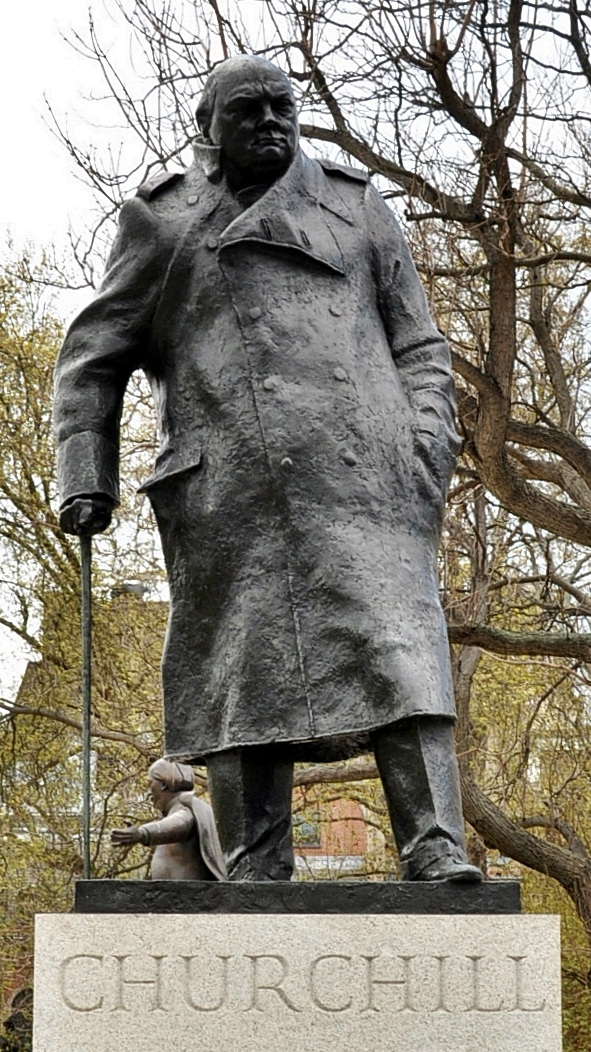
Estátua de Churchill na Praça do Parlamento em Londres

O seu primeiro livro publicado foi The Story of the Field Force Malakand, onde ele detalha a campanha militar britânica na sua antiga província de North-West Frontier Province em 1897, uma zona geográfica que agora faz parte do Paquistão e do Afeganistão.
O segundo livro de Churchill, The River War, descreve a reconquista britânica do Sudão. Foi escrita em 1899, quando ele ainda era um oficial do exército britânico. O livro fornece uma história do envolvimento britânico no Sudão e do conflito entre as forças britânicas lideradas por Lorde Kitchener e os jihadistas islâmicos liderados por um autoproclamado segundo profeta do Islão Maomé Amade, que tinha iniciado uma campanha para conquistar o Egipto, expulsar os infiéis não muçulmanos e abrir caminho para a segunda vinda do Profeta. Churchill esteve presente na Guerra Madista, que é descrita no livro.
O romance Savrola, escrito antes e após a campanha Malakand, é a única obra de ficção de Churchill. É um trabalho em grande parte convencional no seu género, com uma trama centrada numa revolução na "Laurania", um estado europeu fictício. Crê-se que alguns dos seus personagens foram modelados em membros da sua família.
De Londres a Ladysmith via Pretória (London to Ladysmith via Pretoria) é um livro escrito por Winston Churchill publicado pela primeira vez em 1900. É um registo de impressões pessoais de Churchill durante os primeiros 5 meses da Segunda Guerra dos Bôeres. Inclui um relato da libertação do cerco a Ladysmith (cidade da África do Sul) e também a história da captura de Churchill pelos bôeres e a sua fuga dramática para Moçambique. O livro é dedicado ao Pessoal dos Caminhos de Ferro da Província do Natal na África do Sul.
Ian Hamilton's March (A Marcha de Ian Hamilton) é uma descrição das suas experiências ao acompanhar o exército britânico durante a Segunda Guerra dos Bôeres, como continuação dos acontecimentos relatados em De Londres a Ladysmith via Pretória. O livro é uma colectânea de reportagens originalmente publicadas em jornal. Retornado da guerra, Churchill tratou de publicá-las em conjunto num livro que apareceu em maio de 1900 publicado por Longmans, tendo acabado por vender 8 mil exemplares. Em 1930, Churchill produziu uma autobiografia, Os Meus Primeiros Anos, que também tinha vários capítulos dedicados à sua experiência na guerra dos Bôeres. O general Ian Hamilton comandou o exército britânico que percorreu 400 milhas de Bloemfontein a Pretória, travando com as forças Boer dez grandes batalhas (incluindo a batalha de Rooiwal) e catorze menores.
The World Crisis (A Crise Mundial) é a análise por Winston Churchill da Primeira Guerra Mundial, originalmente publicada em cinco volumes (normalmente confundidos com seis volumes, pois o Volume III foi publicado em duas partes). Publicada entre 1923 e 1931, em muitos aspectos prefigura a sua obra mais conhecida A Segunda Guerra Mundial. A Crise Mundial é simultaneamente analítica e, em algumas partes, uma justificação por Churchill do seu papel na guerra. Churchill tem a fama de ter dito sobre este trabalho que "não é história, mas uma contribuição para a história".
Os Meus Primeiros Anos (My Early Life: A Roving Commission), também conhecido nos EUA como A Roving Commission: My Early Life (Uma Comissão Errante: Os Meus Primeiros Anos), é um livro de Winston Churchill de 1930. É uma autobiografia desde o seu nascimento em 1874 até aproximadamente 1902. O livro descreve inicialmente a sua infância e os tempos de escola, delineando o contexto para os relatos seguintes. Depois uma parcela significativa do livro cobre as suas experiências na Segunda Guerra Boer de 1899 a 1902, incluindo ainda relatos de outras campanhas sobre as quais tinha escrito anteriormente como a relativa à reconquista do Sudão e a campanha em Malakand no que é hoje o Paquistão. Foi traduzido em treze línguas, tem sido considerado por alguns como o seu melhor livro e uma das obras mais notáveis do século XX. Martin Gilbert, o biógrafo oficial de Churchill, menciona-o apenas uma vez, tendo escrito:

Churchill começou a elaborar ainda um outro livro, Thoughts and Adventures, uma colectânea de artigos de jornal que ele tinha escrito nos últimos 20 anos, e sobre as suas aventuras a voar, a sua queda de avião, a pintura como passatempo, a escapada de morte certa na frente ocidental, desenhos animados e cartunistas, eleições e a economia.

Martin Gilbert
Neste livro, ele expõe o seu pensamento sobre o estado das questões modernas. Discute a ameaça do progresso científico, designadamente o desenvolvimento das armas nucleares. Também discute os efeitos das civilizações de massa sobre a natureza humana.
Great Contemporaries (Grandes Contemporâneos) é um conjunto de 25 ensaios biográficos curtos sobre pessoas famosas, escritos por Winston Churchill. O conjunto original de 21 ensaios publicado em 1937 foi escrito principalmente entre 1928 e 1931. Quatro foram adicionados para a edição de 1939, John Fisher, Charles Stewart Parnell, Baden-Powell e Franklin D. Roosevelt. Em 1941, os ensaios sobre Boris Savinkov e Leon Trótski foram retirados de edições publicadas naquela época, uma vez que tinham sido adversários de Josef Stalin, que como líder da União Soviética era então oficialmente aliado da Grã-Bretanha contra a Alemanha nazi na Segunda Guerra Mundial, e o artigo sobre Roosevelt foi removido em 1942 quando os EUA também se tornaram oficialmente aliados da Grã-Bretanha tendo Roosevelt como Presidente. A edição depois da guerra de Odhams de 1947 reincorporou estes três ensaios. Outras personalidades foram o caiser Guilherme II, George Bernard Shaw, Joseph Chamberlain, John French, John Morley, Hindenburg, Herbert Henry Asquith, Lawrence da Arábia, Marshal Foch, Afonso XIII, Douglas Haig, Arthur James Balfour, Adolf Hitler, George Nathaniel Curzon, Philip Snowden, Clemenceau, e Jorge V.
A Segunda Guerra Mundial é uma história em seis volumes do período que vai do fim da Primeira Guerra Mundial até julho de 1945. Foi a obra mais ambiciosa de todas as publicadas por Churchill, a qual iria consumir uma grande parte da sua vida, após a derrota nas eleições de 1945 do pós guerra. O primeiro volume foi publicado em 1948, mas o trabalho apenas foi terminado em 1953.
Uma História dos Povos de Língua Inglesa é uma história em quatro volumes do Reino Unido e das suas antigas colônias e possessões em todo o mundo, cobrindo o período desde a invasão da Grã-Bretanha por César (55 a.C.) até ao início da Primeira Guerra Mundial (1914). Iniciado em 1937, foi finalmente publicado em 1956-58, tendo sido adiado várias vezes pela guerra e pelo seu trabalho noutros textos. Este trabalho foi uma das obras de Churchill mencionadas na sua citação de Prémio Nobel da Literatura.

## Ideologia política

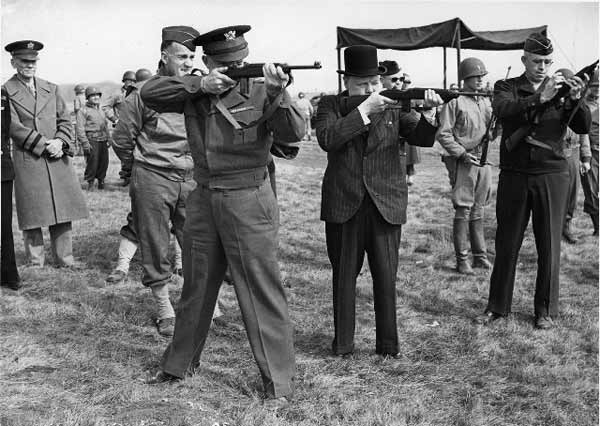
Dwight Eisenhower e Churchill realizam disparos com carabinas M1 durante os preparativos da Operação Overlord. O general Omar Bradley é visto à direita de Churchill, inspecionando o armamento.

Churchill era um político de carreira, sendo descrito pelo biógrafo Robert Rhodes James como um homem "que se dedicaria por toda a sua vida adulta à profissão da política". Na visão de James, Churchill era "fundamentalmente um homem muito conservador" e que este "conservadorismo básico era uma característica notável de suas atitudes políticas". Gilbert descreveu Churchill como sendo "liberal em sua visão" durante toda a sua vida, embora Jenkins pensasse que "há espaço para discussões sobre se ele foi sempre um liberal filosófico enraizado".
Gilbert descreveu Churchill como "um radical" que acreditava que o Estado era necessário para garantir "padrões mínimos de vida, trabalho e bem-estar social para todos os cidadãos". Muitos liberais duvidaram da convicção de seu radicalismo, quando se tratava de reforma social. Os discursos de Churchill sobre o liberalismo enfatizavam a retenção da estrutura social existente na Grã-Bretanha e a necessidade de "gradualidade" em vez de mudança revolucionária; ele aceitou e endossou a existência de divisões de classe na sociedade britânica. Churchill buscou a reforma social não por um desejo de desafiar a estrutura social existente, mas por uma tentativa de preservá-la. Charles Masterman, um reformador liberal que conheceu Churchill, afirmou que este "desejava na Inglaterra, um estado de coisas em que uma classe superior benigna distribuía benefícios a uma classe trabalhadora industriosa, bien pensant e grata". Na visão de Jenkins, o passado privilegiado de Churchill impedia-o de ter empatia pelos pobres e, em vez disso, "simpatizava com eles do alto". Como ministro, Churchill se engajou na retórica anti-socialista, e procurou claramente diferenciar o socialismo do liberalismo.

Liberalismo não é Socialismo e nunca será. Há um grande abismo fixado. Não é um abismo de método, é um abismo de princípio… O Socialismo procura derrubar a riqueza; o Liberalismo procura levantar a pobreza. O Socialismo destruiria interesses privados; o Liberalismo preservaria os interesses privados da única maneira pela qual eles podem ser seguramente e justamente preservados, ou seja, reconciliando-os com o direito público. O Socialismo mataria a empresa; o Liberalismo salvaria a empresa dos obstáculos do privilégio e da preferência … O Socialismo exalta a regra; o Liberalismo exalta o homem. O Socialismo ataca o capital; o Liberalismo ataca o monopólio.

Winston Churchill sobre Liberalismo e Socialismo, 14 de Maio de 1908 
Embora Churchill tenha perturbado os reis Eduardo VII e Jorge V em sua carreira política, ele sempre permaneceu um monarquista firme, exibindo uma visão romantizada da monarquia britânica. Jenkins descreveu a oposição de Churchill ao protecionismo como sendo baseada em uma "profunda convicção", embora durante sua carreira política muitos questionassem a sinceridade das crenças antiprotecionistas de Churchill. Embora, como Secretário do Interior, considerasse as execuções sancionatórias como uma de suas tarefas mais emocionalmente exigentes, ele não endossou a abolição da pena de morte.
Churchill exibiu uma visão romantizada do Império Britânico. Churchill estava bem-disposto ao sionismo.

### Relações com os partidos políticos
James descreveu Churchill como tendo "nenhum compromisso permanente com qualquer" partido, e que suas "mudanças de lealdade nunca foram desconectadas de seus interesses pessoais". Ao fazer campanha para seu assento no Oldham em 1899, Churchill se referiu a si mesmo como um Conservador e um Tory Democrat; no ano seguinte, ele se referiu aos Liberais como "idiotas, puritanos e fadistas". Em uma carta de 1902 a um colega conservador, Churchill afirmou que tinha "opiniões amplas, tolerantes e moderadas — um anseio por compromisso e acordo — um desdém por hipócritas de todos os tipos — um ódio aos extremistas, sejam eles Jingos ou Pró-Boers; e eu confesso que a ideia de um partido central, mais fresco, mais livre, mais eficiente e, acima de tudo, leal e patriótico, é muito agradável ao meu coração". Este sonho de um "Partido do Centro", que reuniria elementos mais moderados dos principais partidos britânicos — e assim permanecer permanentemente no cargo — era recorrente para Churchill.
Em 1903, ele estava cada vez mais insatisfeito com os Conservadores, em parte devido à promoção que eles faziam do protecionismo econômico, mas também porque atraíra a animosidade de muitos membros do partido e provavelmente estava ciente de que isso poderia ter impedido que ganhasse um cargo no gabinete sob um governo Conservador. O Partido Liberal vinha atraindo um apoio crescente, e assim a sua deserção também pode ter sido influenciada pela ambição pessoal. Numa carta de 1903, ele se referiu a si mesmo como um "Inglês Liberal … Eu odeio o Partido Conservador, seus homens, suas palavras e seus métodos". Jenkins observou que, com Lloyd George, Churchill formou "uma parceria de radicalismo construtivo, dois Novos Liberais que reformaram a sociedade e que deram as costas à velha tradição Gladstoniana de se concentrar em questões políticas libertárias e deixar as condições sociais cuidando de si próprias".
Ao longo de sua carreira política, o relacionamento de Churchill com o Partido Conservador foi tempestuoso.

### Imperialismo e visões raciais
As avaliações do legado de Churchill são amplamente baseadas em sua liderança do povo britânico na Segunda Guerra Mundial. Mesmo assim, suas opiniões pessoais sobre império e raça continuam a gerar debates. Churchill era um imperialista e monarquista ferrenho e exibia consistentemente uma "visão romantizada" tanto do Império Britânico quanto do monarca reinante, especialmente de Elizabeth II durante seu último mandato como primeiro-ministro.
Churchill foi um imperialista e monarquista convicto e exibiu consistentemente uma "visão romantizada" tanto do Império Britânico quanto do monarca reinante, especialmente durante seu último mandato como primeiro-ministro. Churchill foi descrito como um "imperialista liberal" que via o imperialismo britânico como uma forma de altruísmo que beneficiava os seus povos súditos. Ele defendeu contra o autogoverno negro ou indígena na África, na Austrália, no Caribe, nas Américas e na Índia, acreditando que o Império Britânico promovia e mantinha o bem-estar daqueles que viviam nas colônias.
De acordo com Addison, Churchill se opôs à imigração da Commonwealth. Addison afirma que Churchill se opôs ao antissemitismo (como em 1904, quando criticou ferozmente a proposta de lei sobre estrangeiros) e argumenta que nunca teria tentado "incitar a animosidade racial contra os imigrantes ou perseguir as minorias". Na década de 1920, Churchill apoiava o sionismo, mas acreditava que o comunismo era o produto de uma conspiração judaica internacional. Embora esta crença não fosse única entre os políticos britânicos da época, poucos tinham a estatura de Churchill, e o artigo foi criticado pelo The Jewish Chronicle da época.
Churchill fez uma série de comentários depreciativos sobre etnias não-brancas ao longo de sua vida. O historiador Philip Murphy atribui em parte a força desse vitríolo a um "desejo quase infantil de chocar" seu círculo íntimo. A resposta de Churchill à fome de Bengala foi criticada por alguns contemporâneos como lenta, uma controvérsia posteriormente aumentada pela publicação de comentários privados feitos ao secretário para a Índia, Leo Amery, nos quais Churchill supostamente disse que a ajuda seria inadequada porque " Os indianos [estavam] se reproduzindo como coelhos". Philip Murphy diz que, após a independência da Índia em 1947, Churchill adotou uma postura mais pragmática em relação ao império, embora tenha continuado a usar a retórica imperial. Durante o seu segundo mandato como primeiro-ministro, ele foi visto como uma influência moderadora na supressão britânica das insurgências armadas contra o domínio colonial na Malásia e no Quénia; ele argumentou que políticas implacáveis contradiziam os valores britânicos e a opinião internacional.

## Vida pessoal

### Religião
Churchill foi batizado em 27 de dezembro de 1874, na capela do Palácio de Blenheim, e foi criado sob os ideais da Igreja Anglicana; no entanto, suas crenças religiosas como adulto têm sido descritas como agnósticas. Um artigo acadêmico publicado em 2013 resume as visões religiosas de Winston Churchill:

Não frequentava cultos da igreja regularmente, preferindo agraciar as catedrais apenas em ocasiões do Estado e ritos de passagem. A Bíblia que ele leu apenas "por curiosidade" e discussões sobre o dogma da Igreja estavam, por assim dizer, quase no fim de sua lista de afazeres. Além disso, Churchill entrou em um período de fervor anti-religioso durante seus 20 e poucos anos. A sua atitude abrandou quando ele envelheceu, mas o ceticismo que ele adotou nunca se dissipou completamente. Parece justo dizer que, em um nível estritamente intelectual, Churchill era um agnóstico. Por outro lado, ele permaneceu simpático à crença religiosa e, em particular, à fé cristã, e tendeu sinceramente a recorrer a seus recursos conforme necessário, independentemente de qualquer contradição lógica com suas dúvidas formais. Os hinos e a adoração que Churchill absorveu em sua juventude incorporaram nele uma conexão emocional e espiritual com a Igreja Anglicana — embora permanecesse longe dos seus ensinamentos. Certa vez, ele descreveu o seu relacionamento com a Igreja como um suporte: ele a apoiou do lado de fora. Era um defensor inflexível da civilização cristã e defendia fervorosamente a necessidade da ética cristã em uma sociedade democrática

Em 1898, numa carta calmamente escrita diante da perspectiva de morte em batalha, ele escreveu à mãe: "Não aceito a fé cristã ou qualquer outra forma de crença religiosa". Em uma carta ao primo, ele se referiu à religião como "um delicioso narcótico" e expressou uma preferência pelo protestantismo sobre o catolicismo romano, relatando que ele sentia "um passo mais próximo da razão".
Durante a Guerra dos Bôeres, Churchill frequentemente rezava durante o calor da batalha, mas ele admitiu que achava que era uma coisa irracional de se fazer. Ele refletiu que: "A prática [da oração] era confortante e o raciocínio não levava a lugar nenhum. Por isso, agi de acordo com meus sentimentos sem me preocupar em acertar essa conduta com as conclusões do pensamento".
Em 1907, Churchill recebeu uma carta de sua futura cunhada, Lady Gwendoline Bertie, na qual ela suplicou: "Por favor, não se converta ao Islão; notei em sua disposição uma tendência para a orientalização [fascinação pelo Oriente e o Islão], tendências do tipo Paxá, eu realmente tenho". No entanto, Gwendoline pode ter falado de brincadeira, ou a tendência "orientalizadora" dele pode ter sido apenas caprichosa, pois Churchill havia visto o fanatismo muçulmano de perto, durante o seu serviço militar na Campanha do Sudão. Em The River War (1899), o seu relato do conflito, ele havia escrito aos 24 anos: "Os muçulmanos individuais podem mostrar qualidades esplêndidas… mas a influência da religião paralisa aqueles que a seguem. Nenhuma força retrógrada mais forte existe no mundo". Em Outubro de 1940, no entanto, Churchill deu "aprovação feliz" à alocação do Gabinete de Guerra de 100 mil libras para a construção da Mesquita Central de Londres em Regent's Park.

### Animais de estimação
Churchill era amante dos animais e possuía uma ampla gama de animais, incluindo cães, gatos, cavalos, porcos, peixes e cisnes negros, muitos dos quais foram mantidos em Chartwell. Jock Colville contou como Churchill, na época da Segunda Guerra Mundial, como primeiro-ministro, conversava com seus gatos sobre as questões que estava contemplando. Colville presenteou Churchill com o seu último gato, chamado Jock, em seu aniversário de 88 anos e Churchill providenciou para que o Chartwell National Trust sempre abrigasse um gato chamado Jock.

### Voluntariado
Foi Rotariano associado ao Rotary Club de Londres e Rotary Club de Wanstead & Woodford, na Inglaterra.

## Casamento e descendência

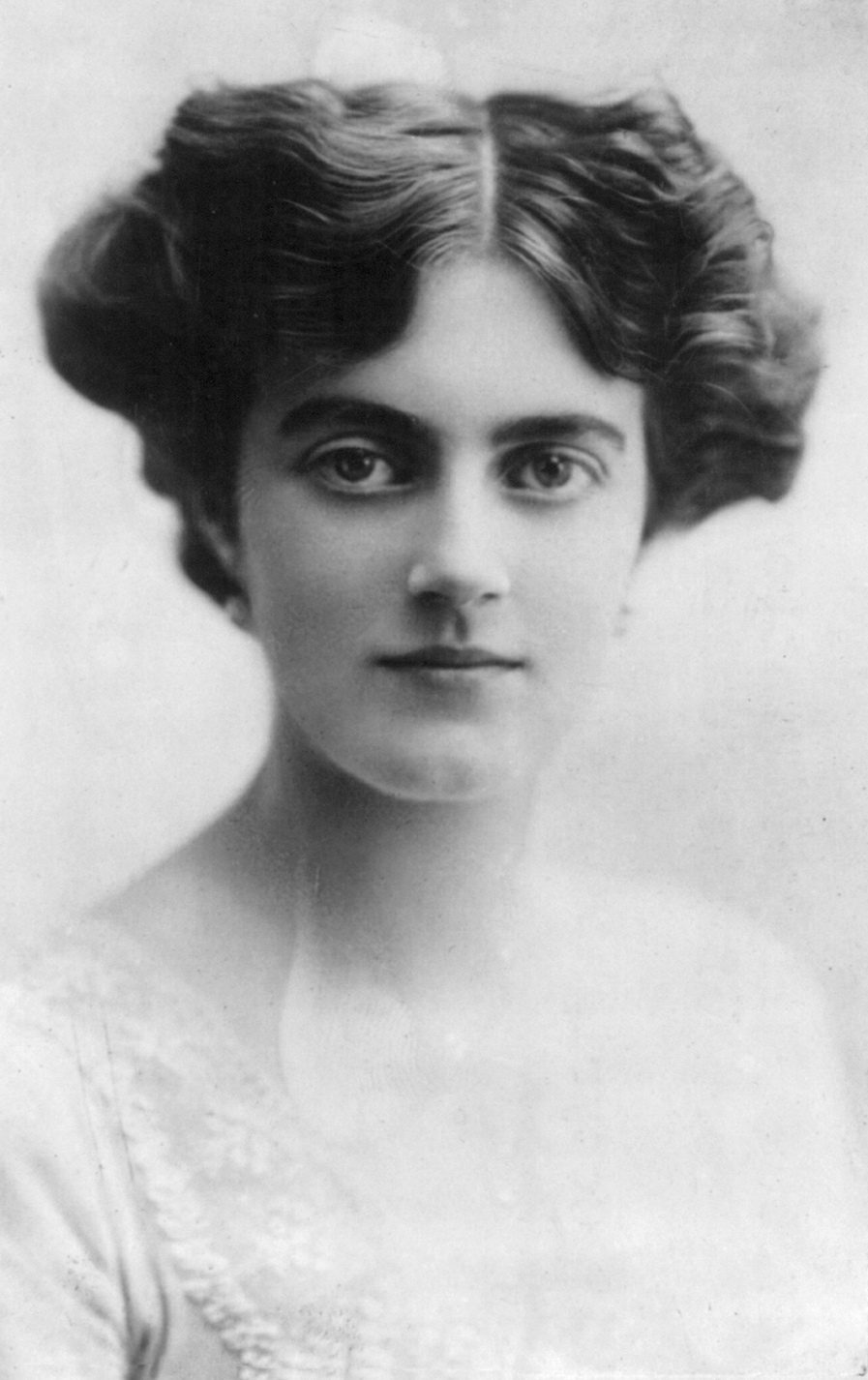
Clementine Hozier, esposa de Winston Churchill

Churchill casou-se com Clementine Hozier, em setembro de 1908. Eles permaneceram casados por 57 anos. Churchill estava ciente da tensão que a sua carreira política exercia sobre o seu casamento e, de acordo com seu secretário particular Jock Colville, nos anos 1930, teve um breve caso com Doris Castlerosse.
A primeira filha de Churchill, Diana, nasceu em julho de 1909; o segundo filho, Randolph, em maio de 1911. A terceira, Sarah, nasceu em outubro de 1914, e a quarta, Marigold, em novembro de 1918. Esta última morreu em agosto de 1921, de sepsia e foi enterrada no Cemitério de Kensal Green. Em 15 de setembro de 1922, nasceu a quinta e última filha de Churchill, Mary. Mais tarde naquele mês, Churchill compraram a Chartwell House, que seria a sua casa até à sua morte em 1965. Segundo Jenkins, Churchill era um "pai entusiasmado e amoroso", mas que esperava demais de seus filhos.

## Obras literárias
- Churchill, Winston. A History of the English-speaking people (Uma História dos Povos de Língua Inglesa) (1937-1958). Nova Iorque, Barnes@Noble, 1995. ISBN 0-56619-545-4
- Churchill, Winston. Memórias da Segunda Guerra Mundial. Rio de Janeiro, Nova Fronteira, 1995.
- Churchill, Winston. Minha mocidade. Rio de Janeiro, Nova Fronteira, 1967.
- Churchill, Winston. A Segunda Guerra Mundial (The Second World War) (1948–1953). Boston, Houghton Mifflin. ISBN 978-0395349298